# Basket-ball en fauteuil roulant aux Jeux paralympiques

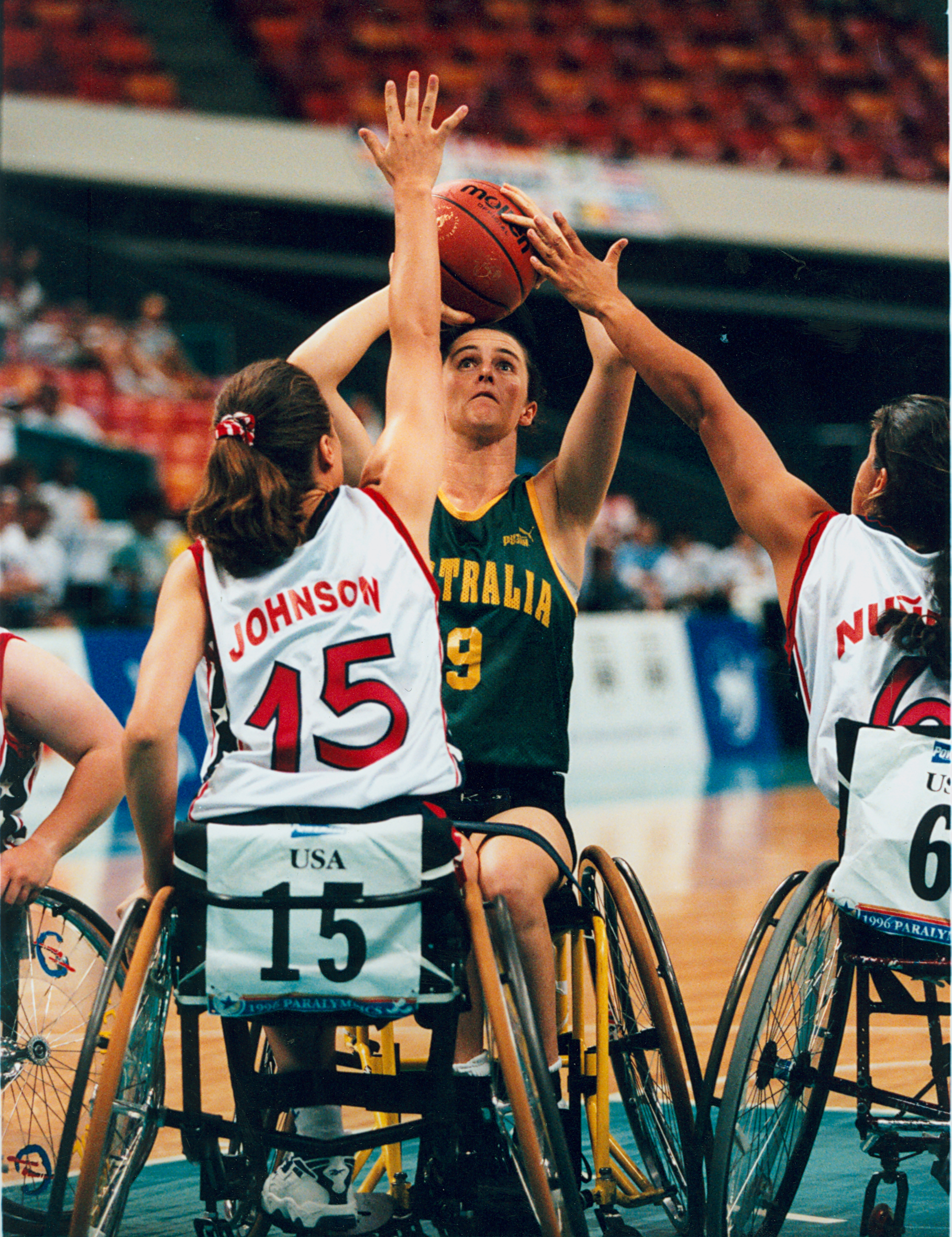
Les Américaines affrontent les Australiennes en 1996 pour la médaille de bronze

Le basket-ball en fauteuil roulant est une des disciplines sportives des Jeux paralympiques depuis 1960, édition s'étant tenue à Rome en Italie.
La compétition féminine de basket-ball en fauteuil roulant a rejoint le programme paralympique lors des Jeux de 1968 qui se sont déroulés à Tel Aviv en Israël.

## Catégorie d'athlètes
Lors des deux premiers jeux (en 1960 et 1964), coexistaient deux catégories : une pour les athlètes masculins ayant une lésion paraplégique complète, une autre pour les athlètes masculins atteints de paraplégie partielle. Cette distinction au basketball fut abolie par la suite aux jeux suivants. Chaque joueur est évalué entre 1 et 4,5 points en fonction du degré de son invalidité, 4,5 représentant la limitation physique la moins importante. La somme des taux de tous les joueurs sur le terrain est limitée à 14,5 points par équipe nationale. Contrairement à la plupart des championnats nationaux de handibasket, les athlètes non-handicapés ne peuvent pas concourir aux jeux paralympiques.

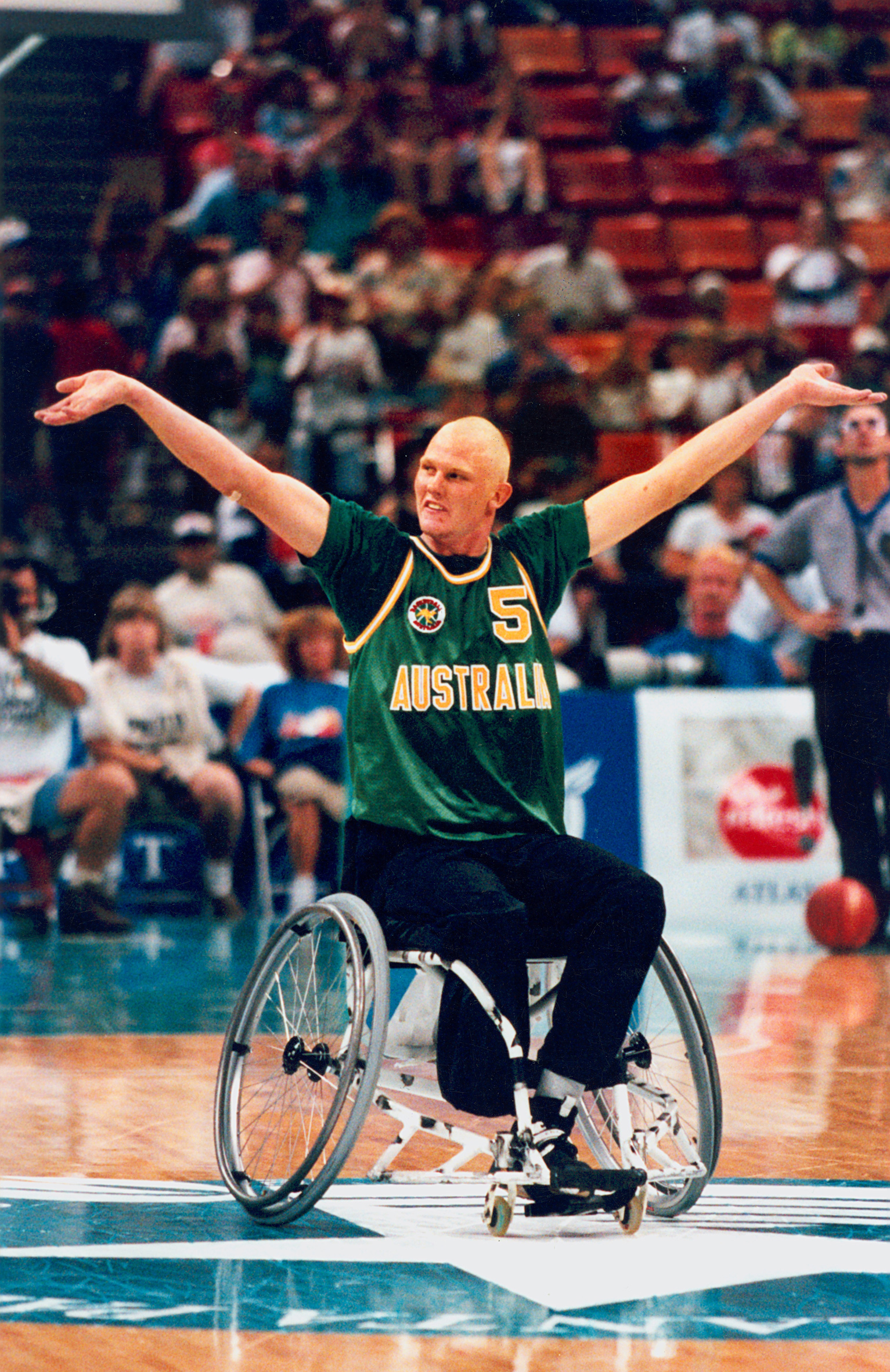
Le médaillé d'or australien Troy Sachs encourage la foule lors des Jeux paralympiques de 1996

## Format de la compétition
Les athlètes masculins et féminins jouent dans des équipes de cinq joueurs chacune et les mesures du terrain ainsi que la hauteur des paniers sont les mêmes que ceux de la Fédération internationale de basket-ball. Chaque match est disputé en quatre périodes de dix minutes, avec des périodes supplémentaires de cinq minutes chacune autant de fois que nécessaire pour résoudre un match nul.
12 équipes nationales masculines et 10 équipes nationales féminines participent à cette compétition paralympique. Aux Jeux de Londres de 2012, 264 athlètes sont en compétition dans ce sport. La compétition utilise le même format tant chez les hommes que chez les femmes, à savoir une phase de groupe (chez les hommes : douze nations qualifiées réparties en deux groupes, chacun composé de six équipes ; chez les femmes : dix nations réparties en deux groupes, chacun composé de cinq équipes) puis des séries éliminatoires : les quatre premières équipes de chaque groupe au classement se qualifient pour les quarts de finale.

## Réputation
Gagner une médaille au basket-ball aux Jeux paralympiques est considéré généralement par les athlètes comme le plus grand honneur international en sport de fauteuil roulant, ceci suivi par les Championnats du Monde de l'International Wheelchair Basketball Federation (IWBF) et par les championnats continentaux respectifs.

## Résultats masculins
| Édition | Ville d’accueil           | Catégorie | Médaille d'or | Médaille d'argent | Médaille de bronze |
| ------- | ------------------------- | --------- | ------------- | ----------------- | ------------------ |
| 1960    | Rome                      | A         | États-Unis    | Grande-Bretagne   | Israël             |
| 1960    | Rome                      | B         | États-Unis    | Pays-Bas          | Grande-Bretagne    |
| 1964    | Tokyo                     | A         | États-Unis    | Grande-Bretagne   | Israël             |
| 1964    | Tokyo                     | B         | États-Unis    | Argentine         | Israël             |
| 1968    | Tel Aviv                  | --        | Israël        | États-Unis        | Grande-Bretagne    |
| 1972    | Heidelberg                | --        | États-Unis    | Israël            | Argentine          |
| 1976    | Toronto                   | --        | États-Unis    | Israël            | France             |
| 1980    | Arnheim                   | --        | Israël        | Pays-Bas          | États-Unis         |
| 1984    | New York Stoke Mandeville | --        | France        | Pays-Bas          | Suède              |
| 1988    | Séoul                     | --        | États-Unis    | Pays-Bas          | France             |
| 1992    | Barcelone                 | --        | Pays-Bas      | Allemagne         | France             |
| 1996    | Atlanta                   | --        | Australie     | Grande-Bretagne   | États-Unis         |
| 2000    | Sydney                    | --        | Canada        | Pays-Bas          | États-Unis         |
| 2004    | Athènes                   | --        | Canada        | Australie         | Grande-Bretagne    |
| 2008    | Pékin                     | --        | Australie     | Canada            | Grande-Bretagne    |
| 2012    | Londres                   | --        | Canada        | Australie         | États-Unis         |
| 2016    | Rio de Janeiro            | --        | États-Unis    | Espagne           | Grande-Bretagne    |
| 2020    | Tokyo                     | --        | États-Unis    | Japon             | Grande-Bretagne    |
| 2024    | Paris                     | --        | États-Unis    | Grande-Bretagne   | Allemagne          |

## Résultats féminins
| Édition | Ville d’accueil           | Catégorie | Médaille d'or        | Médaille d'argent    | Médaille de bronze |
| ------- | ------------------------- | --------- | -------------------- | -------------------- | ------------------ |
| 1968    | Tel Aviv                  | --        | Israël               | Argentine            | Australie          |
| 1972    | Heidelberg                | --        | Argentine            | Jamaïque             | Israël             |
| 1976    | Toronto                   | --        | Israël               | Allemagne de l'Ouest | Argentine          |
| 1980    | Arnheim                   | --        | Allemagne de l'Ouest | Israël               | États-Unis         |
| 1984    | New York Stoke Mandeville | --        | Allemagne de l'Ouest | Israël               | Japon              |
| 1988    | Séoul                     | --        | États-Unis           | Allemagne de l'Ouest | Pays-Bas           |
| 1992    | Barcelone                 | --        | Canada               | États-Unis           | Pays-Bas           |
| 1996    | Atlanta                   | --        | Canada               | Pays-Bas             | États-Unis         |
| 2000    | Sydney                    | --        | Canada               | Australie            | Japon              |
| 2004    | Athènes                   | --        | États-Unis           | Australie            | Canada             |
| 2008    | Pékin                     | --        | États-Unis           | Allemagne            | Australie          |
| 2012    | Londres                   | --        | Allemagne            | Australie            | Pays-Bas           |
| 2016    | Rio de Janeiro            | --        | États-Unis           | Allemagne            | Pays-Bas           |
| 2020    | Tokyo                     | --        | Pays-Bas             | Chine                | États-Unis         |
| 2024    | Paris                     | --        | Pays-Bas             | États-Unis           | Chine              |